# Festival de Viña del Mar 2011
Le Festival de Viña del Mar 2011 est la 52e édition annuelle du Festival international de la chanson de Viña del Mar.

## Développement

### 1renuit
- Date: 21 février 2011

Artistes
- Roberto Carlos
- Dino Gordillo (Humour)
- Yuri

### 2enuit
- Date: 22 février 2011

Artistes
- Américo
- Óscar Gangas (Humour)
- Aventura

### 3enuit
- Date: 23 février 2011

Artistes
- Marco Antonio Solís
- Mauricio Flores (Humour)
- Calle 13 (accompagnés d'autres artistes sur certaines chansons : Chancho en Piedra, Inti-Illimani et Camila Moreno)

### 4enuit
- Date: 24 février 2011

Artistes
- Chayanne
- Carlos Baute
- Pitbull

### 5enuit
- Date: 25 février 2011

Artistes
- Sting
- Ricardo Meruane (Humour)
- Los Jaivas

### 6enuit
- Date: 26 février 2011

Artistes
- Alejandro Sanz
- Noel Schajris
- Villa Cariño
- Viking 5

## Concours

### Jury
- Carlos Baute
- Fernanda Urrejola
- Jordi Castell
- Pablo Aguilera
- Tito Fernández
- Juan Salazar
- Álvaro Morales
- Yuri
- Noel Schajris

### Concours international
| Pays                         | Titre                    | Interprète            | Auteur                         | Compositeur                                         |                  |
| Chanson gagnante             | Chanson gagnante         | Chanson gagnante      | Chanson gagnante               | Chanson gagnante                                    | Chanson gagnante |
| ---------------------------- | ------------------------ | --------------------- | ------------------------------ | --------------------------------------------------- | ---------------- |
| Canada                       | Try anything             | Sierra Noble          | Christopher Ward, Sierra Noble | Christopher Ward, Sierra Noble, Chris Burke-Gaffney |                  |
| Finalistes                   |                          |                       |                                |                                                     |                  |
| Pérou                        | Destrozado y sin control | Shaw                  | Francisco Murias               | Francisco Murias                                    |                  |
| Chili                        | Mágica                   | Erich Juan Phillips   | Jaime Ciero                    | Jaime Ciero                                         |                  |
| Éliminés dans première ronde |                          |                       |                                |                                                     |                  |
| États-Unis                   | Love's a boomerang       | Aleesha               | Johnny Elkins                  | Peter Roberts                                       |                  |
| Panama                       | Mi sangre es rumba       | Danny Ricardo Batista | Danny Ricardo Batista          | Danny Ricardo Batista                               |                  |
| Ukraine                      | My sdelali eto           | A.R.M.I.Y.A.          | Larysa Arkhypenko              | Vitaly Volkomor                                     |                  |

### Concours folklorique
| Pays                         | Titre            | Interprète                             | Auteur                                                  | Compositeur                                             |                  |
| Chanson gagnante             | Chanson gagnante | Chanson gagnante                       | Chanson gagnante                                        | Chanson gagnante                                        | Chanson gagnante |
| ---------------------------- | ---------------- | -------------------------------------- | ------------------------------------------------------- | ------------------------------------------------------- | ---------------- |
| Chili                        | De Pascua Lama   | Valentina Sepúlveda y Diapasón Porteño | Patricio Manns                                          | Patricio Manns                                          |                  |
| Finalistes                   |                  |                                        |                                                         |                                                         |                  |
| Colombie                     | Entre líneas     | Andrea Botero                          | Andrea Botero, Juan Vicente Zambrano y Marcela Cárdenas | Andrea Botero, Juan Vicente Zambrano y Marcela Cárdenas |                  |
| Bolivie                      | Wawitay          | Rocío del Carmen Moreira               | Javier Antonio Mantilla                                 | Javier Antonio Mantilla                                 |                  |
| Éliminés dans première ronde |                  |                                        |                                                         |                                                         |                  |
| Honduras                     | Magdalena se va  | Luis Fernando Bustillo Osorio          | Cristián Alan Kafie Larach y Oswaldo Espinal            | Cristián Alan Kafie Larach                              |                  |
| Pérou                        | Vamos bailando   | Fritzia Hualpa Alarcón Rumy            | Fritzia Hualpa Alarcón Rumy                             | Gerald Paul Rivera Álvarez                              |                  |
| Équateur                     | Baila mi vida    | Fausto Miño                            | Fausto Miño                                             | Fausto Miño                                             |                  |

## Diffusion internationale
- Chilevisión et Chilevisión HD
- UCV HD
- Amérique latine A&E Network
- Azteca
- Gama TV
- Unitel

### Sources
- (es) Cet article est partiellement ou en totalité issu de l’article de Wikipédia en espagnol intitulé « LII Festival Internacional de la Canción de Viña del Mar » (voir la liste des auteurs).